# Furfur

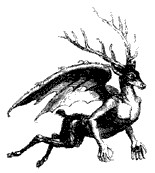
Furfur według Słownika wiedzy tajemnej Collina de Plancy.

Furfur – w tradycji okultystycznej, trzydziesty czwarty duch Goecji. Znany również jest jako Furtur. By go przywołać i podporządkować, potrzebna jest jego pieczęć, która według Goecji powinna być zrobiona z miedzi i srebra zmieszanych w równych proporcjach.
Jest wielkim i potężnym hrabią piekła. Rozporządza 26 legionami duchów.
Nigdy nie mówi prawdy i ciągle przeklina. By to się zmieniło trzeba go zmusić lub zamknąć w magicznym trójkącie. Potrafi rozpalić miłość między kobietą a mężczyzną. Umie rozpętać burze, huragany, sztormy i uderza piorunem tam gdzie mu się każe. Na zawołanie opowiada o rzeczach boskich i tajnych oraz abstrakcyjnych.
Wezwany, ukazuje się pod postacią jelenia z płonącym ogonem. Gdy zostanie zmuszony do mówienia prawdy przyjmuje postać anioła, który posługuje się ochrypłym głosem.